# فرانکو گالینا
فرانکو گالینا (انگلیسی: Franco Gallina; ۱ ژانویهٔ ۱۹۴۵ – ۵ ژوئیهٔ ۲۰۲۱) بازیکن فوتبال اهل ایتالیا بود.
از باشگاه‌هایی که در آن بازی کرده‌است می‌توان به باشگاه فوتبال جنوآ، باشگاه فوتبال ویچنزا، باشگاه فوتبال چزنا، و باشگاه فوتبال ویرتوس انتلا اشاره کرد.